# ビンセント・スペイディア
- ヴィンセント・スペーディア
- ヴィンス・スペーディア

ビンセント・スペイディア（Vincent Spadea, 1974年7月19日 - ）は、アメリカ・イリノイ州シカゴ出身の男子プロテニス選手。シングルス自己最高ランキングは18位。ATPツアーでシングルス1勝、ダブルス3勝を挙げた。身長183cm、体重73kg、右利き。バックハンド・ストロークは両手打ち。

## 来歴
スペイディアは長くアメリカの中堅選手として活動し4大大会のシングルスに54回出場している。最高成績は1999年全豪オープンのベスト8進出である。4回戦で第6シードのアンドレ・アガシを 6–2, 7–5, 6–7, 6–3 で破る殊勲を挙げた。準々決勝ではトミー・ハースに 6–7, 5–7, 3–6 で敗れた。
2000年シドニーオリンピックと2004年アテネオリンピックにアメリカ合衆国代表として出場した。シドニー五輪では1回戦で地元のパトリック・ラフターに敗れたが、アテネ五輪ではオーストリアのユルゲン・メルツァーを 6-0, 6-1 で破り初戦を突破した。2回戦で金メダルを獲得したチリのニコラス・マスーに 6-7, 2-6 で敗れた。
マスターズ大会では2003年のインディアンウェルズ、モンテカルロ、2004年のマイアミでベスト4に進出している。
2004年3月のスコッツデール大会の決勝でニコラス・キーファーを 7–5, 6–7(5), 6–3 で破り優勝し初のATPシングルスタイトルを獲得した。これが唯一のシングルス優勝である。2005年2月28日付のランキングで自己最高の18位を記録している。
スペイディアは2010年7月のテニス殿堂選手権を最後に現役を引退した。
ビリー・ジーン・キングとボビー・リッグスの「男女対抗試合」を描いた2017年公開の映画『バトル・オブ・ザ・セクシーズ』で、リッグスを演じたスティーブ・カレルの代役としてテニスの試合シーンに出演した。

## ATPツアー決勝進出結果

### シングルス: 5回 (1勝4敗)
| 大会グレード                                  |
| グランドスラム (0-0)                          |
| テニス・マスターズ・カップ (0-0)              |
| ATPマスターズシリーズ (0-0)                   |
| ATPインターナショナルシリーズ・ゴールド (0-1) |
| ATPインターナショナルシリーズ (1-3)           |

| サーフェス別タイトル |
| ハード (1-2)         |
| クレー (0-1)         |
| 芝 (0-1)             |
| カーペット (0-0)     |

| 結果   | No. | 決勝日        | 大会               | サーフェス | 対戦相手               | スコア           |
| ------ | --- | ------------- | ------------------ | ---------- | ---------------------- | ---------------- |
| 準優勝 | 1.  | 1998年5月24日 | ザンクト・ペルテン | クレー     | マルセロ・リオス       | 2–6, 0–6         |
| 準優勝 | 2.  | 1999年8月16日 | インディアナポリス | ハード     | ニコラス・ラペンティ   | 6–4, 4–6, 4–6    |
| 優勝   | 1.  | 2004年3月1日  | スコッツデール     | ハード     | ニコラス・キーファー   | 7–5, 6–7(5), 6–3 |
| 準優勝 | 3.  | 2004年9月20日 | デルレイビーチ     | ハード     | リカルド・メロ         | 6–7(2), 3–6      |
| 準優勝 | 4.  | 2005年7月10日 | ニューポート       | 芝         | グレグ・ルーゼドスキー | 6–7(3), 6–2, 4–6 |

### ダブルス: 5回 (3勝2敗)
| 結果   | No. | 決勝日         | 大会                 | サーフェス | パートナー                       | 対戦相手                                            | スコア        |
| ------ | --- | -------------- | -------------------- | ---------- | -------------------------------- | --------------------------------------------------- | ------------- |
| 準優勝 | 1.  | 1995年5月27日  | ボローニャ           | クレー     | リボル・ピメク                   | バイロン・ブラック ジョナサン・スターク             | 5–7, 3–6      |
| 優勝   | 1.  | 1995年11月12日 | ブエノスアイレス     | クレー     | クリスト・ファン・レンスベルフ   | イジー・ノバク ダビド・リクル                       | 6-3, 6-3      |
| 優勝   | 2.  | 1997年4月28日  | オーランド           | クレー     | マーク・マークレイン             | アレックス・オブライエン ジェフ・サルツェンスタイン | 6–4, 4–6, 6–4 |
| 優勝   | 3.  | 1997年9月8日   | タシュケント         | ハード     | ヴィンチェンツォ・サントパードレ | エヤル・ラン ヒシャム・アラジ                       | 4–6, 7–6, 0–6 |
| 準優勝 | 2.  | 1998年5月4日   | コーラルスプリングス | クレー     | マーク・マークレイン             | グラント・スタッフォード ケビン・ウリエット         | 5–7, 4–6      |

## 4大大会シングルス成績
略語の説明
| W | F | SF | QF | #R | RR | Q# | LQ | A | Z# | PO | G | S | B | NMS | P | NH |

W=優勝, F=準優勝, SF=ベスト4, QF=ベスト8, #R=#回戦敗退, RR=ラウンドロビン敗退, Q#=予選#回戦敗退, LQ=予選敗退, A=大会不参加, Z#=デビスカップ/BJKカップ地域ゾーン, PO=デビスカップ/BJKカッププレーオフ, G=オリンピック金メダル, S=オリンピック銀メダル, B=オリンピック銅メダル, NMS=マスターズシリーズから降格, P=開催延期, NH=開催なし.
| 大会           | 1993 | 1994 | 1995 | 1996 | 1997 | 1998 | 1999 | 2000 | 2001 | 2002 | 2003 | 2004 | 2005 | 2006 | 2007 | 2008 | 2009 | 通算成績 |
| -------------- | ---- | ---- | ---- | ---- | ---- | ---- | ---- | ---- | ---- | ---- | ---- | ---- | ---- | ---- | ---- | ---- | ---- | -------- |
| 全豪オープン   | A    | LQ   | 3R   | 2R   | A    | 3R   | QF   | 1R   | A    | LQ   | 1R   | 1R   | 1R   | 1R   | 2R   | 3R   | 1R   | 12–12    |
| 全仏オープン   | A    | A    | 1R   | 1R   | 1R   | 2R   | 3R   | 1R   | LQ   | 3R   | 3R   | 2R   | 2R   | 1R   | 1R   | 1R   | A    | 9–13     |
| ウィンブルドン | A    | LQ   | 1R   | 1R   | 1R   | 2R   | 1R   | 2R   | A    | 2R   | 1R   | 4R   | 1R   | 1R   | 1R   | 1R   | 2R   | 7–14     |
| 全米オープン   | 1R   | 2R   | 4R   | 3R   | 1R   | 1R   | 4R   | 1R   | LQ   | 2R   | 1R   | 2R   | 2R   | 3R   | 1R   | 1R   | LQ   | 14–15    |